# Ordre de bataille sudiste à la bataille de Franklin
Ce qui suit est l'ordre de bataille des forces militaires sudistes lors de la bataille de Franklin, le 30 novembre 1864 pendant la guerre civile américaine, appelée également guerre de Sécession.

## Grades
- Général = général d'armée,
- Lieutenant général (LTG) = général de corps d'armée,
- Major général (MG) = général de division,
- Brigadier général (BG) = général de brigade

### Autre
- (b) = blessé
- mb = mortellement blessé
- † = tué
- (PDG) = capturé

## Armée du Tennessee

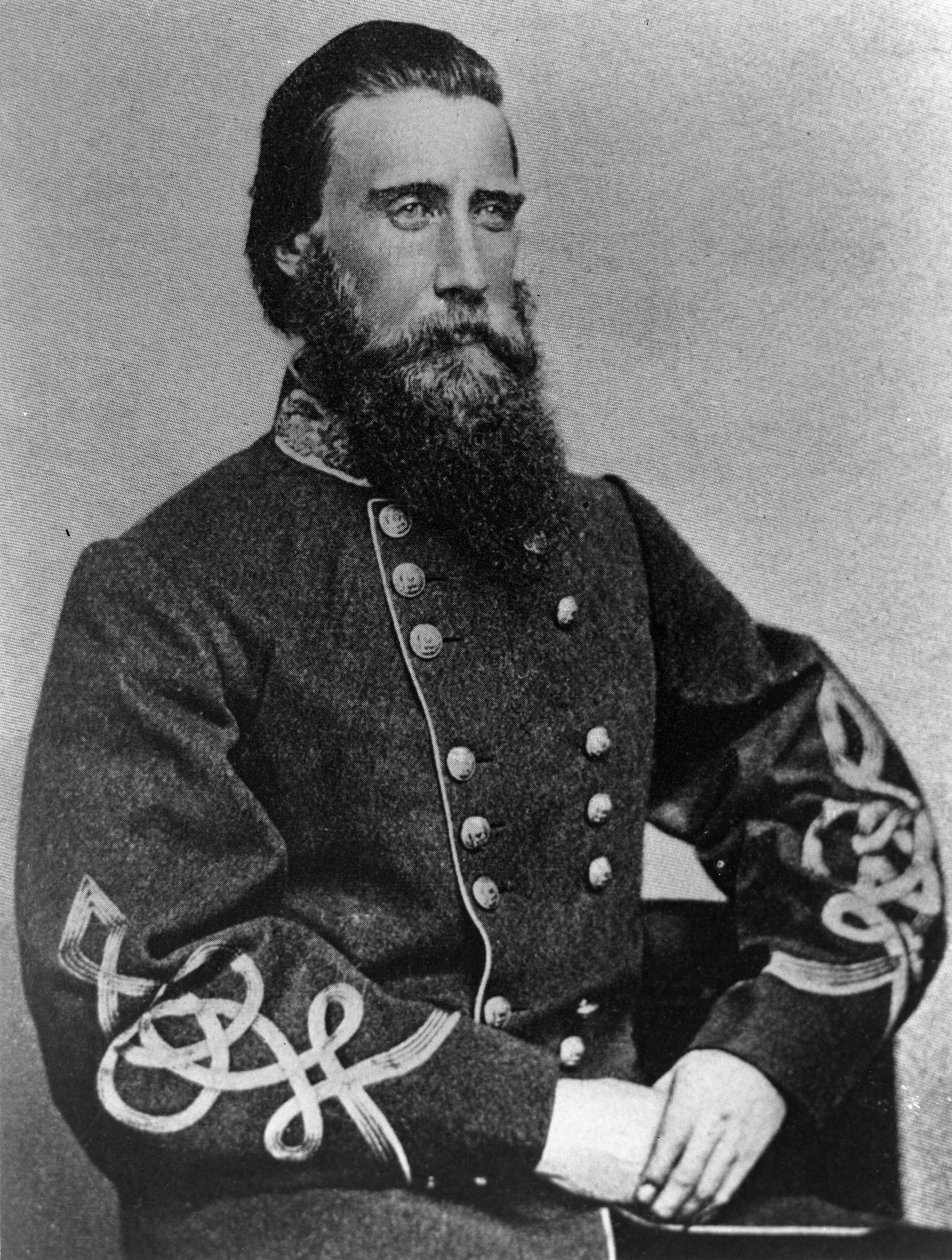
Le Lieutenant-general John Bell Hood

Gen John B. Hood

### Corps de Lee
LTG Stephen D. Lee
| Division                                         | Brigade                                                               | Régiments et unités diverses |
| ------------------------------------------------ | --------------------------------------------------------------------- | --- |
| Division de Johnson MG Edward Johnson            | Brigade de Deas BG Zachariah C. Deas (b)                              | - 19th Alabama - 22nd Alabama - 25th Alabama - 39th Alabama - 50th Alabama |
| Division de Johnson MG Edward Johnson            | Brigade de Manigault BG Arthur M. Manigault (b) Ltc William L. Butler | - 24th Alabama - 28th Alabama - 34th Alabama - 10th South Carolina - 19th South Carolina                                                                                         |
| Division de Johnson MG Edward Johnson            | Brigade de Sharp BG Jacob H. Sharp                                    | - 7th Mississippi - 9th Mississippi - 10th Mississippi - 41st Mississippi - 44th Mississippi - 9th Mississippi Sharpshooters Battalion                                           |
| Division de Johnson MG Edward Johnson            | Brigade de Brantley BG William F. Brantley                            | - 24th-27th Mississippi - 29th-30th Mississippi - 34th Mississippi - Dismounted Cavalry Company                                                                                  |
| Division de Stevenson MG Carter L. Stevenson     | Brigade de Cummings Col Elihu P. Watkins                              | - 24th Georgia - 36th Georgia - 39th Georgia - 56th Georgia |
| Division de Stevenson MG Carter L. Stevenson     | Brigade de Pettus BG Edmund W. Pettus                                 | - 20th Alabama - 23rd Alabama - 30th Alabama - 31st Alabama - 46th Alabama |
| Division de Clayton MG Henry D. Clayton, Sr.     | Brigade de Stovall BG Marcellus A. Stovall                            | - 40th Georgia - 41st Georgia - 42nd Georgia - 43rd Georgia - 52nd Georgia |
| Division de Clayton MG Henry D. Clayton, Sr.     | Brigade de Gibson BG Randall L. Gibson                                | - 1st Louisiana - 4th Louisiana - 13th-20th Louisiana - 16th-25th Louisiana - 19th Louisiana - 30th Louisiana - 4th Louisiana Battalion - 14th Louisiana Sharpshooters Battalion |
| Division de Clayton MG Henry D. Clayton, Sr.     | Brigade de Holtzclaw BG James Holtzclaw                               | - 18th Alabama - 32nd Alabama - 36th Alabama - 38th Alabama - 58th Alabama |
| Artillerie du Corps d'armée Maj John W. Johnston | Bataillon de Courtney Cpt James P. Douglas                            | - Dent's Alabama Battery - Douglas's Texas Battery - Garrity's Alabama Battery                                                                                                   |
| Artillerie du Corps d'armée Maj John W. Johnston | Bataillon d'Eldridge Cpt Charles E. Fenner                            | - Eufaula Alabama Battery - Fenner's Louisiana Battery - Stanford's Miss Battery                                                                                                 |
| Artillerie du Corps d'armée Maj John W. Johnston | Bataillon de Johnson Cpt John B. Rowan                                | - Corput's Georgia Battery - Marshall's Tenn Battery - Stephens's Light Artillery                                                                                                |

### Corps de Stewart
LTG Alexander P. Stewart
| Division                                           | Brigade | Régiments et unités diverses |
| -------------------------------------------------- | --- | --- |
| Division de Loring MG William W. Loring            | Brigade de Featherston BG Winfield S. Featherston                                                                  | - 1st Mississippi - 3rd Mississippi - 22nd Mississippi - 31st Mississippi - 33rd Mississippi - 40th Mississippi - 1st Mississippi Battalion                                 |
| Division de Loring MG William W. Loring            | Brigade d'Adams BG John Adams (†) Col Robert Lowry                                                                 | - 6th Mississippi - 14th Mississippi - 15th Mississippi - 20th Mississippi - 23d Mississippi - 43d Mississippi                                                              |
| Division de Loring MG William W. Loring            | Brigade de Scott BG Thomas M. Scott (b) Col John Snodgrass                                                         | - 27th Alabama - 35th Alabama - 49th Alabama - 55th Alabama - 57th Alabama - 12th Louisiana                                                                                 |
| Division de French Maj. Gen. Samuel G. French      | Brigade d'Ector Col David Coleman                                                                                  | - 29th North Carolina - 30th North Carolina - 9th Texas - 10th Texas Cavalry (dismounted) - 14th Texas Cavalry (dismounted) - 32nd Texas Cavalry (dismounted)               |
| Division de French Maj. Gen. Samuel G. French      | Brigade de Cockrell BG Francis M. Cockrell (b) Col Peter C. Flournoy                                               | - 1st Missouri - 2nd Missouri - 3rd Missouri - 4th Missouri - 5th Missouri - 6th Missouri - 1st Missouri Cavalry (dismounted) - 3rd Missouri Cavalry Battalion (dismounted) |
| Division de French Maj. Gen. Samuel G. French      | Brigade de Sears BG Claudius Sears                                                                                 | - 4th Mississippi - 35th Mississippi - 36th Mississippi - 39th Mississippi - 46th Mississippi - 7th Mississippi Battalion                                                   |
| Division de Walthall MG Edward C. Walthall         | Brigade de Quarles BG William A. Quarles ( (b) à Franklin, (PDG) le 17 décembre) BG George D. Johnston (Nashville) | - 1st Alabama - 42nd Tennessee - 46th Tennessee - 48th Tennessee - 49th Tennessee - 53rd Tennessee - 55th Tennessee                                                         |
| Division de Walthall MG Edward C. Walthall         | Brigade de Cantey BG Charles M. Shelley                                                                            | - 17th Alabama - 26th Alabama - 29th Alabama - 37th Mississippi |
| Division de Walthall MG Edward C. Walthall         | Brigade de Reynold BG Daniel H. Reynolds                                                                           | - 4th Arkansas - 9th Arkansas - 25th Arkansas - 1st Arkansas Mounted Rifles (dismounted) - 2nd Arkansas Mounted Rifles (dismounted)                                         |
| Artillerie du corps d'armée Ltc Samuel C. Williams | Bataillon de Truehart                                                                                              | - Lumsden's Alabama Battery - Selden's Alabama Battery |
| Artillerie du corps d'armée Ltc Samuel C. Williams | Bataillon de Myrick                                                                                                | - Bouanchaud's Louisiana Battery - Cowan's Miss Battery - Darden's Miss Battery                                                                                             |
| Artillerie du corps d'armée Ltc Samuel C. Williams | Bataillon de Storrs                                                                                                | - Guibor's Missouri Battery - Hoskin's Miss Battery - Kolb's Alabama Battery                                                                                                |

### Corps de Cheatham
MG Benjamin F. Cheatham
| Division                                                                              | Brigade                                                                         | Régiments et unités diverses |
| ------------------------------------------------------------------------------------- | ------------------------------------------------------------------------------- | --- |
| Division de Cleburne MG Patrick Cleburne (†) BG James A. Smith                        | Brigade de Lowrey BG Mark P. Lowrey                                             | - 16th Alabama - 33rd Alabama - 45th Alabama - 5th Mississippi - 8th Mississippi - 32nd Mississippi - 3rd Mississippi Battalion                                       |
| Division de Cleburne MG Patrick Cleburne (†) BG James A. Smith                        | Brigade de Govan BG Daniel C. Govan                                             | - 1st Arkansas - 2nd-15th Arkansas - 5th-13th Arkansas - 6th Arkansas - 7th Arkansas - 8th Arkansas - 19th-24th Arkansas                                              |
| Division de Cleburne MG Patrick Cleburne (†) BG James A. Smith                        | Brigade de Granbury BG Hiram B. Granbury (†) Cpt E. T. Broughton                | - 5th Confederate - 35th Tennessee - 6th-10th Texas - 7th Texas - 15th Texas - 17th-18th-24th-25th Texas Cavalry (dismounted) - Nutt's Louisiana Cavalry (dismounted) |
| Division de Cleburne MG Patrick Cleburne (†) BG James A. Smith                        | Brigade de Smith (en service détaché) BG James A. Smith Col Charles H. Olmstead | - 54th Georgia - 57th Georgia - 63rd Georgia - 1st Georgia Volunteers                                                                                                 |
| Division de Brown (anciennement de Cheatham) MG John C. Brown (PDG) BG Mark P. Lowrey | Brigade de Gist BG States Rights Gist (†) Ltc Zachariah L. Watters              | - 46th Georgia - 65th Georgia - 2nd Georgia Sharpshooters Battalion - 16th South Carolina - 24th South Carolina                                                       |
| Division de Brown (anciennement de Cheatham) MG John C. Brown (PDG) BG Mark P. Lowrey | Brigade de Maney BG John C. Carter (mb) Col Hume R. Field                       | - 1st-27th Tennessee - 4th Tennessee (provisoire) - 6th-9th Tennessee - 8th Tennessee - 16th Tennessee - 28th Tennessee - 50th Tennessee                              |
| Division de Brown (anciennement de Cheatham) MG John C. Brown (PDG) BG Mark P. Lowrey | Brigade de Strahl BG Otho F. Strahl (†) Col Andrew J. Kellar                    | - 4th-5th Tennessee - 19th Tennessee - 24th Tennessee - 31st Tennessee - 33d Tennessee - 38th Tennessee - 41st Tennessee                                              |
| Division de Brown (anciennement de Cheatham) MG John C. Brown (PDG) BG Mark P. Lowrey | Brigade de Vaughan BG George W. Gordon (PDG) Col William M. Watkins             | - 11th Tennessee - 12th-47th Tennessee - 13th-154th Tennessee - 29th Tennessee - 51st-52nd Tennessee                                                                  |
| Division de Bate MG William B. Bate                                                   | Brigade de Tyler BG Thomas B. Smith                                             | - 37th Georgia - 4th Georgia Sharpshooters Battalion - 2nd Tennessee - 10th Tennessee - 20th Tennessee - 37th Tennessee                                               |
| Division de Bate MG William B. Bate                                                   | Brigade de Finley Col Robert Bullock Maj Jacob A. Lash                          | - 1st-3rd Florida - 4th Florida - 6th Florida - 7th Florida - 1st Florida Cavalry (dismounted)                                                                        |
| Division de Bate MG William B. Bate                                                   | Brigade de Jackson BG Henry R. Jackson                                          | - 25th Georgia - 29th Georgia - 30th Georgia - \|1st Georgia Confederate - 1st Georgia Sharpshooters Battalion                                                        |
| Artillerie du corps d'armée Col Melancthon Smith                                      | Bataillon de Hoxton                                                             | - Phelan's Alabama Battery - Perry's Florida Battery - Turner's Miss Battery                                                                                          |
| Artillerie du corps d'armée Col Melancthon Smith                                      | Bataillon de Hotchkiss                                                          | - Goldthwaite's Alabama Battery - Key's Arkansas Battery - Bledsoe's Missouri Battery                                                                                 |
| Artillerie du corps d'armée Col Melancthon Smith                                      | Bataillon de Cobb                                                               | - Slocumb's Louisiana Battery - Ferguson's South Carolina Battery - Phillip's [Mabane's] Tennessee Battery                                                            |

### Corps de cavalerie
MG Nathan Bedford Forrest
| Division                                  | Brigade                                   | Regiments and Others |
| ----------------------------------------- | ----------------------------------------- | --- |
| Division de Chalmers BG James R. Chalmers | Brigade de Rucker Col Edmund W. Rucker    | - 7th Alabama Cavalry - 5th Mississippi Cavalry - 7th Tennessee Cavalry - 12th Tennessee Cavalry - 14th Tennessee Cavalry - 15th Tennessee Cavalry - Forrest's Regiment, Tennessee Cavalry |
| Division de Chalmers BG James R. Chalmers | Brigade de Biffle Col Jacob B. Biffle     | - 4th Tennessee Cavalry - 9th Tennessee Cavalry - 10th Tennessee Cavalry |
| Division de Buford BG Abraham Buford      | Brigade de Bell Col Tyree H. Bell         | - 2nd Tennessee Cavalry - 19th Tennessee Cavalry - 20th Tennessee Cavalry - 21st Tennessee Cavalry - Nixon's Tennessee, Cavalry Regiment                                                   |
| Division de Buford BG Abraham Buford      | Brigade de Crossland Col Edward Crossland | - 3rd Kentucky Mounted Infantry - 7th Kentucky Mounted Infantry - 8th Kentucky Mounted Infantry - 12th Kentucky Cavalry - Huey's Kentucky Battalion                                        |
| Division de Jackson BG William H. Jackson | Brigade d'Armstrong BG Frank C. Armstrong | - 1st Mississippi Cavalry - 2nd Mississippi Cavalry - 28th Mississippi Cavalry - Ballentine's Mississippi Regiment                                                                         |
| Division de Jackson BG William H. Jackson | Brigade de Ross BG Lawrence S. Ross       | - 3rd Texas Cavalry - 6th Texas Cavalry - 9th Texas Cavalry - 27th Texas Cavalry - 1st Texas Legion                                                                                        |
| Artillerie                                | - Morton's Tennessee Battery              | |

## Sources
- (en) Cet article est partiellement ou en totalité issu de l’article de Wikipédia en anglais intitulé « Battle of Franklin (1864) Confederate order of battle » (voir la liste des auteurs).
- Sword, Wiley, The Confederacy's Last Hurrah: Spring Hill, Franklin, and Nashville, William Morrow & Co., 1974,  (ISBN 0-688-00271-4), pages 444-447.
- Save the Franklin Battlefield website
- Battle of Franklin - massive web site/blog
- The McGavock Confederate Cemetery - Franklin, TN